# Stenotalis
Stenotalis là một chi thực vật có hoa trong họ Restionaceae.